# Solpugema hostilis
Solpugema hostilis är en spindeldjursart som först beskrevs av White 1846.  Solpugema hostilis ingår i släktet Solpugema och familjen Solpugidae. Inga underarter finns listade i Catalogue of Life.